# 浸渍

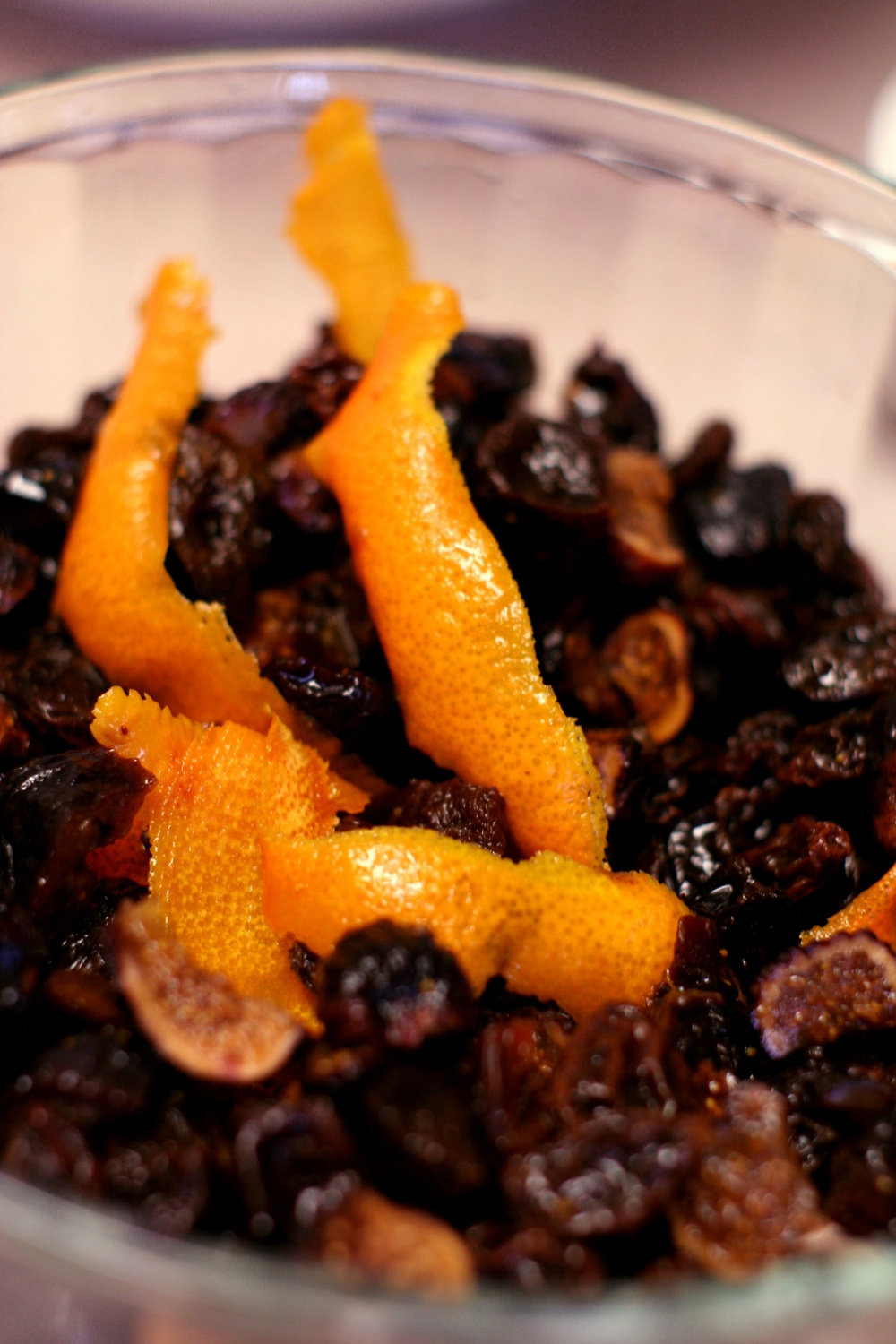
一些干果正浸泡在朗姆酒和苹果汁中

在食品制备中，浸渍是指利用液体使食物软化。例如人們會將水果或蔬菜浸泡在液体中，用以软化水果或蔬菜，此時液体也會滲入到水果或蔬菜中，食用這些水果或蔬菜時也會品嘗到液體的味道。浸渍经常与腌制混淆，腌制是指在烹调前将食物浸泡在用來调味的、通常是酸性的液体中的过程。